# مطار سيدني
مطار سيدني (بالإنجليزية: Sydney Airport) (إياتا: SYD، إيكاو: YSSY) هو مطار دولي يقع في مدينة سيدني في أستراليا، ويعرف أيضاً باسم مطار كنجس فورد سميث الدولي نسبة إلى الطيار كنجس فورد سميث. يعد المطار الرئيسي لمدينة سيدني الأسترالية، ويقع في ضاحية ماسكوت ويعتبر الأكثر ازدحاماً بالركاب وحركة الطائرات بين جميع المدن الأسترالية. تتخذه شركة طيران كانتس الأسترالية مقرا رئيسيا لها. وتستخدم شركات أخرى كفيرجن بلو، وجت ستار التابعين لكانتس هذا المطار كمطار مستهدف لها.

## تاريخ المطار

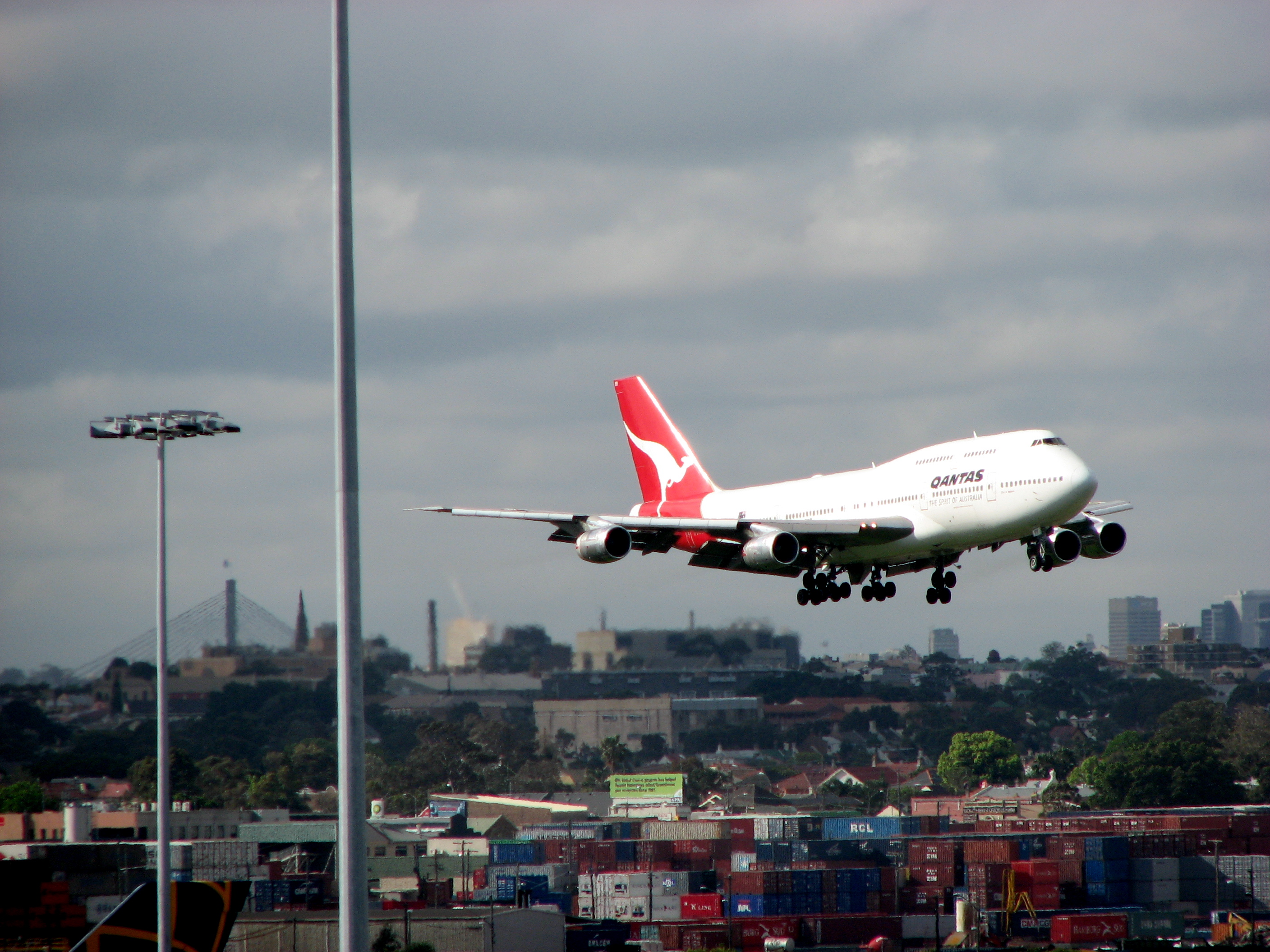
طائرة كانتس بوينغ 747-400 تهبط في المطار.

في البداية أعلن عن المطار في عام 1920 (المعروفة آنذاك باسم مطار سيدني)، وأعيدت تسميته مطار سيدني (كينغس فورد سميث) الدولي في عام 1953، تكريما لتشارلز كينغس فورد سميث، أحد رواد الطيارين الأستراليين.
بني أول مدرج في المطار عام 1933، وقد بني من الحصى. كانت المجاري المائية الصغيرة موجودة في بعض من المدارج المبنية حالياً في السابق.
في عام 1960 كان من الضرورة وجود مبنى دولي جديد وأصبح من الأولويات، وقد بدأ العمل في المبنى الجديد في أواخر عام 1966. افتتح المبنى الجديد رسمياً يوم 3 مايو 1970، من قبل الملكة اليزابيث الثانية. وهبطت أول طائرة بوينغ 747 'جامبو جيت' في المطار تابعة لشركة بان أميركان الأمريكية واسمها 'كليبر فلاينح كلاود ورقم تسجيلها (N734PA)، وقد هبطت في 4 أكتوبر 1970. في سبعينيات من القرن الماضي تم توسعة المدرج الرئيسي وهو من الشمال -الجنوب ليصبح واحداً من أطول المدرجات في نصف الكرة الجنوبي. وقد تم توسيع مبنى الركاب الدولي في عام 1992 ومرت منذ ذلك الحين في عدة عمليات تجديد.
في عام 2002، باعت الحكومة الأسترالية مؤسسة مطارات سيدني المحدودة (سميت لاحقا إلى مؤسسة مطار سيدني المحدودة)، وإدارة سلطة المطار إلى شركة ساوثرن كروس أيربورتس كوربوريشن هولدنج ليميتد (Southern Cross Airports Corporation Holdings Ltd). ومعظم أسهمها يملكها بنك ماكواري للبنية التحتية والبقية تملكها صناديق الاستثمار.
شهد مبنى الركاب الدولي الرئيسي بعد انتهائه اثنان من التوسعات الكبيرة. وتجري إحدى هذه التوسعات حالياً، وسوف تمتد إلى عشرين عاماً (2005-2025). وسيشمل ذلك إضافة مكاتب عالية البناء ومواقف للسيارات، والتوسع في كل من المبنى الدولي والمبنى المحلي.

## المباني الرئيسية
يوجد في مطار سيدني 3 مباني ويفصل المدرج الرئيسي المبنى الدولي الرئيسي عن المباني الأخرى، مما يجعل للركاب يأخذون وقتاً أكبر للتنقل بين المبنى المحلي والدولي.

### مبنى رقم 1

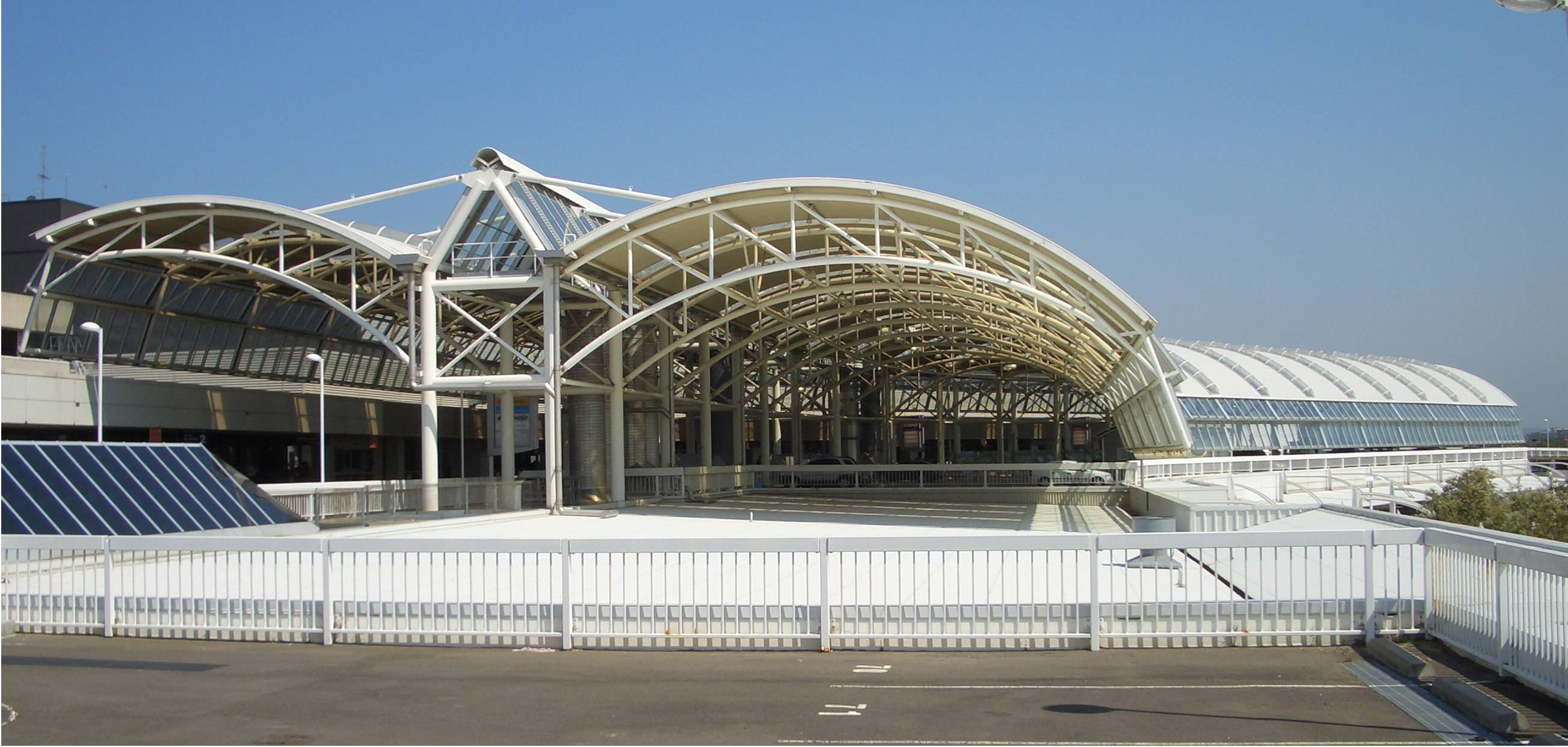
مطار سيدني

هو المبنى الدولي في المطار ويقع شمال غرب المطار ويحتوي على 25 موقف للطائرات التي تربطهم بالمبنى الرئيسي بكبارى هوائية. ويوجد أيضاً مواقف أخرى غير مربوطة بكباري. ويمكن للمبنى استيعاب طائرات إيرباص إيه 380 التابعة لشركات الخطوط الجوية السنغافورية (خط سنغافورة - سيدني)، وكانتس (خط سيدني - لوس انجليس)، وطيران الإمارات (خط اوكلاند - سيدني - دبي)
وافتتح المبنى رقم 1 في أوائل 1970، ليحل محل مبنى القديم الذي يقع في مكان الآن مبنى رقم 3. وقد تم توسعة المبنى رقم 1 بشكل كبير منذ ذلك الحين.

### مبنى رقم 2

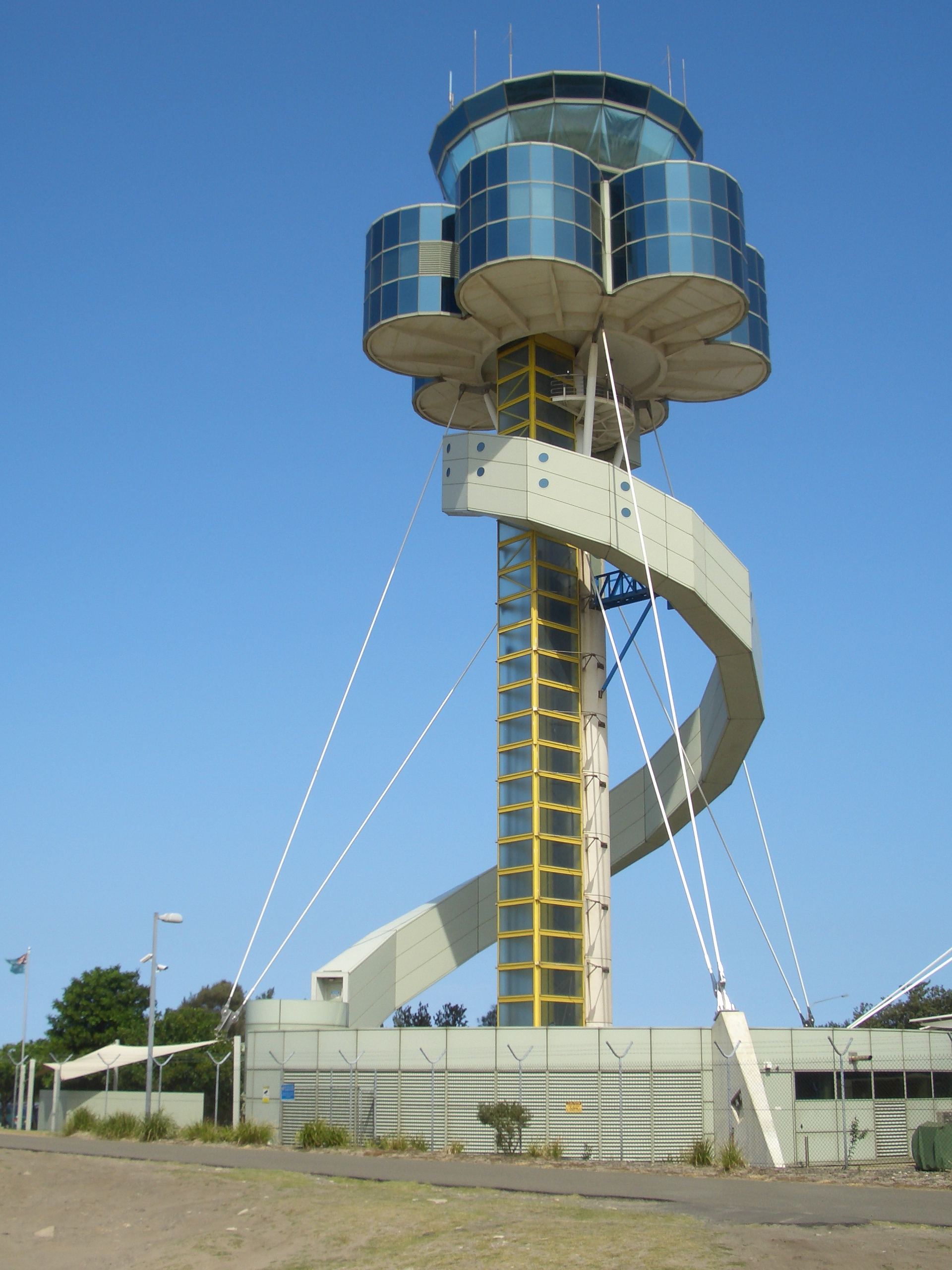
برج المراقبة في مطار سيدني

هو مبنى محلي يستخدم لربط المدن الأسترالية مع بعضها البعض. يقع المبنى رقم 2 شمال شرق المطار ويحتوي على 12 بوابة موقف طائرات مربوط بكباري هوائية، هناك مواقف أخرى غير مربوطة بالمبني. هذا المبنى يخدم شركات فيرجن بلو وجت ستار لخطوط محلية إقليمية. كما أن هناك شركات أخرى تستخدمه مثل ريجونال إكسبرس وكوانتاس لنك وإيروبيليكان إير سيرفس. المبنى رقم 2 مقسم إلى: مجمع واحد يتم التعامل مع وصول ومغادرة الركاب، وقياس الوزن، وادخال الحقائب في الطابق الأول، واستعادة الامتعة لدى القادمون في الطابق الأرضي.

### مبنى رقم 3
وهو أيضاً مبنى محلي ويقع شمال شرق المطار ويخدم خطوط كانتس لوجهات محلية وبه 14 موقف مرتبطة بالمبنى عن طريق كباري هوائية. وهناك كبريان هوائيان مزدوجان لكي يخدما طائرات بوينغ 747 على الرغم من أكبر الطائرات عادة ما تستخدمه هو ايرباص إيه 330. يوجد في المبنى صالة نادي كانتس وهي الصالة الخاصة بشركة كانتس. كما يوجد أيضاً العديد من المتاجر والمقاهي. تم توسعة المبنى في عام 1990.

### المبانى الأخرى
يحتوي المطار على مبنى رابع يقع شرق المبنى رقم 2 وهو غير مستخدم حالياً. وكانت الخطوط الجوية المنخفضة التكلفة كانت تستخدمه سابقا. ولا يحتوي المبنى على أي كباري هوائية متصلة به. وهناك أيضاً مبنى الشحن، ويقع شمال المبنى 1 الدولي.

## عمليات المطار

دول الوجهات المباشرة إلى المطار

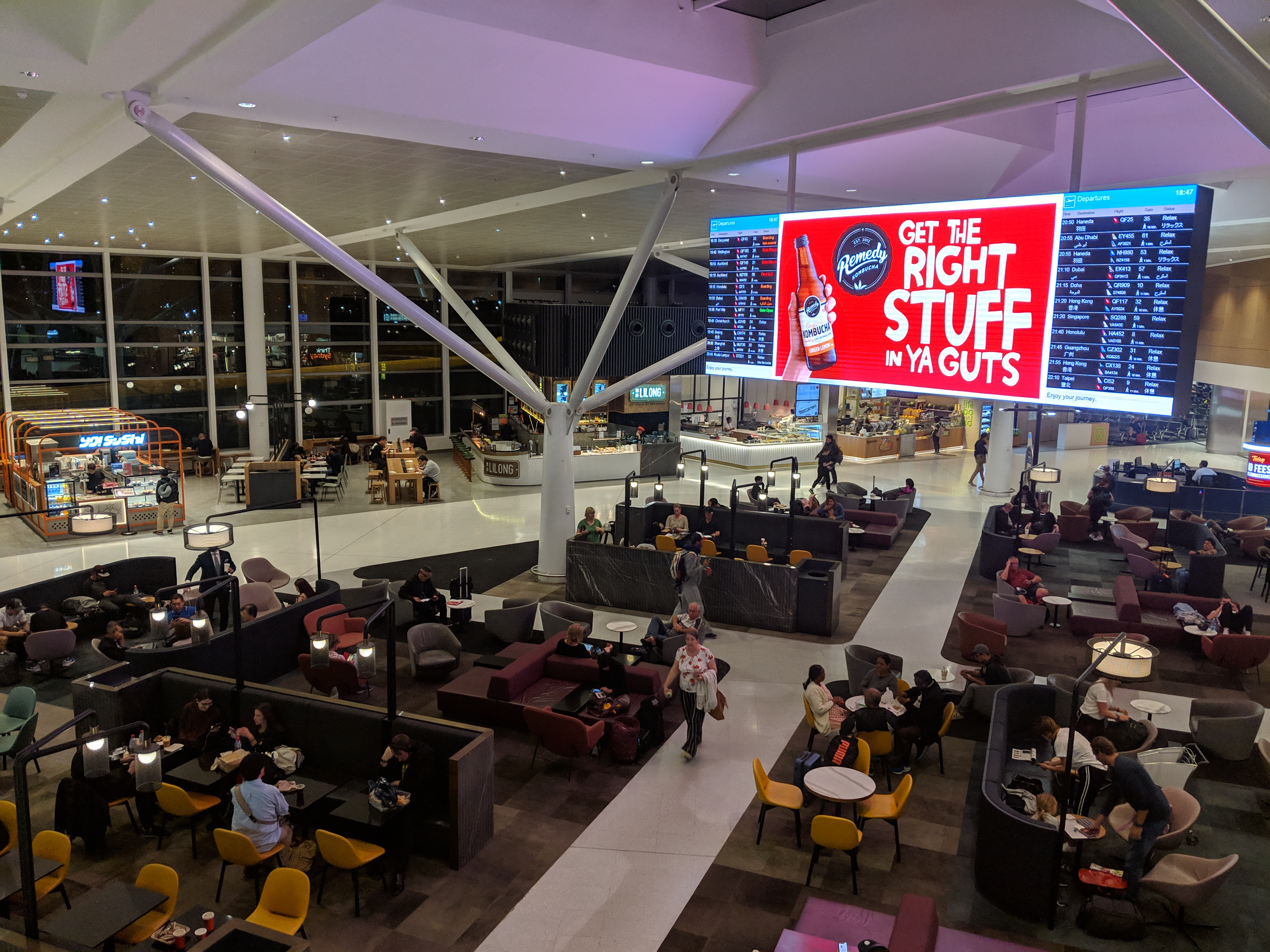
الصالة 1

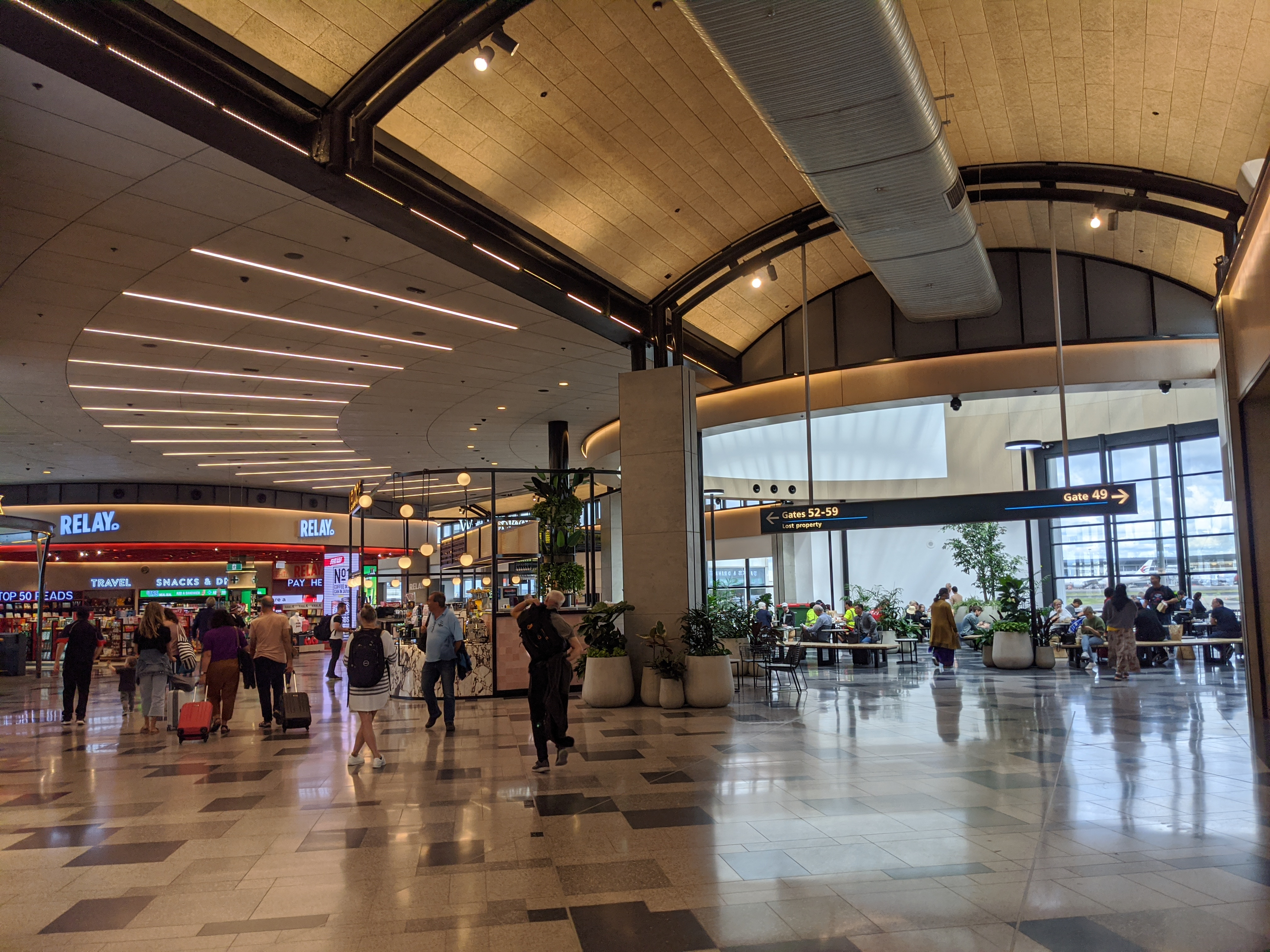
الصالة 2

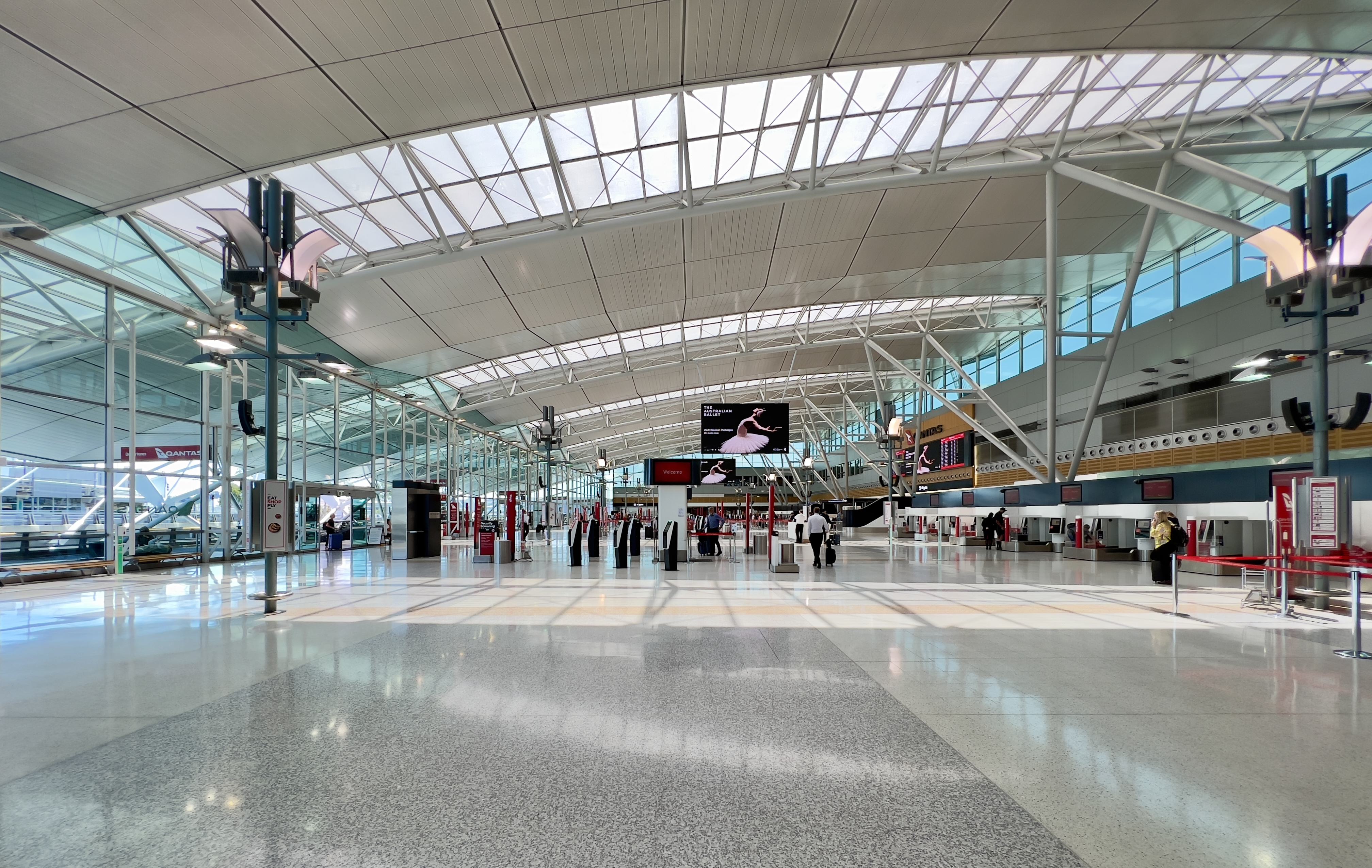
الصالة 3

شاهد source Wikidata query and sources.

### الوجهات المحلية
أكثر المسارات المحلية ازدحامًا (السنة المنتهية في 30 يونيو 2019).
| الرتبة | المطار             | الركاب    | % نسبة التغير |
| ------ | ------------------ | --------- | ------------- |
| 1      | مطار ملبورن الدولي | 9,196,196 | ▼0.5          |
| 2      | مطار بريزبان       | 4,814,327 | ▲0.6          |
| 3      | مطار جولد كوست     | 2,692,036 | ▼2.2          |
| 4      | Adelaide           | 1,877,296 | ▼1.6          |
| 5      | مطار بيرث          | 1,690,364 | ▼1.7          |
| 6      | Cairns             | 1,103,224 | ▼2.7          |
| 7      | مطار كانبرا        | 927,291   | ▼2.6          |
| 8      | مطار هوبارت        | 712,602   | ▲3.8          |
| 9      | Sunshine Coast ‏    | 644,570   | ▲5.2          |
| 10     | Ballina            | 432,585   | ▲1.8          |
| 11     | Coffs Harbour ‏     | 331,522   | ▼4.3          |
| 12     | Darwin             | 310,274   | ▼2.5          |
| 13     | Launceston         | 289,614   | ▲2.2          |
| 14     | مطار ألبوري        | 228,654   | ▲3.1          |
| 15     | Hamilton Island ‏   | 202,514   | ▲1.3          |

### الوجهات الدولية
تعامل مطار سيدني مع 3.06 مليون مسافر دولي في العام المنتهي في 30 يونيو 2022.
| الرتبة | المطار                    | عدد الركاب | % نسبة التغير |
| ------ | ------------------------- | ---------- | ------------- |
| 1      | مطار شانغي سنغافورة       | 535,724    | ▲1415.8       |
| 2      | مطار دبي الدولي           | 309,022    | ▲992.9        |
| 3      | مطار لوس أنجلوس الدولي    | 254,243    | ▲629.2        |
| 4      | مطار نادي الدولي          | 224,004    | ▲9456.5       |
| 5      | مطار أوكلاند الدولي       | 207,590    | ▲59.0         |
| 6      | مطار حمد الدولي           | 151,838    | ▲242.4        |
| 7      | مطار أبو ظبي الدولي       | 103,355    | ▲514.6        |
| 8      | مطار هونولولو الدولي      | 98,385     | ▲427660.9     |
| 9      | مطار لندن هيثرو           | 98,138     | N/A           |
| 10     | مطار سوفارنابومي الدولي   | 95,639     | ▲1602.1       |
| 11     | مطار فانكوفر الدولي       | 94,628     | N/A           |
| 12     | مطار انديرا غاندي الدولي  | 88,677     | ▲769.0        |
| 13     | مطار سان فرانسيسكو الدولي | 77,632     | ▲205.6        |
| 14     | طوكيو                     | 59,600     | ▲231.3        |
| 15     | مطار نغوراه راي الدولي    | 56,138     | N/A           |

## شركات الطيران والوجهات

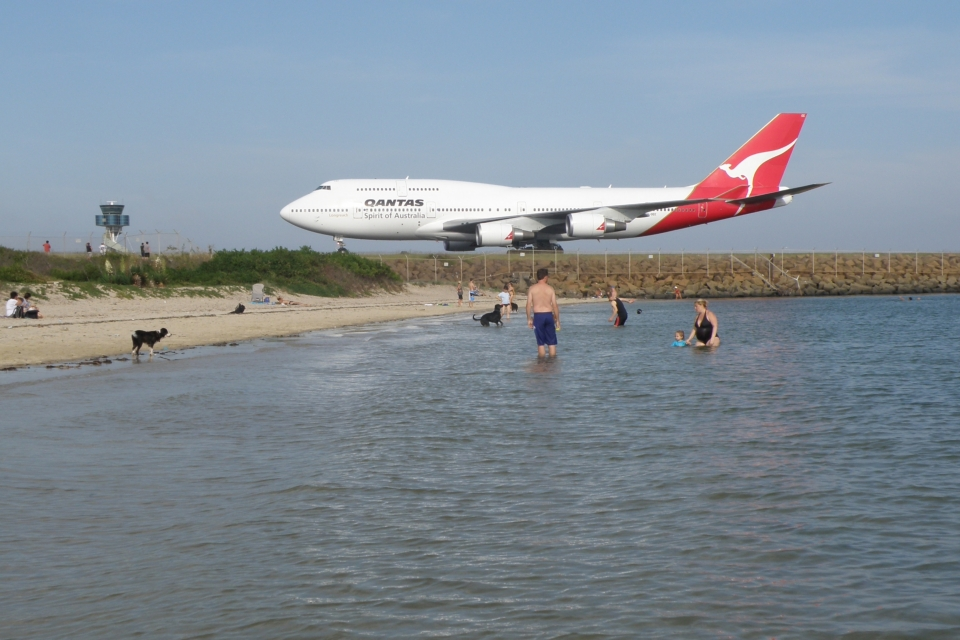
مطار سيدني

### الركاب
| شركـات طيـران                     | الوجهات |
| --------------------------------- | --- |
| طيران كندا                        | مطار فانكوفر الدولي |
| طيران الصين                       | مطار بكين العاصمة الدولي |
| طيران الهند                       | مطار انديرا غاندي الدولي |
| طيران نيوزيلندا                   | مطار أوكلاند الدولي، مطار كرايستشيرش الدولي، مطار كوينزتاون، مطار ويلينغتون الدولي |
| Air Niugini                       | مطار جاكسونز الدولي |
| Air Vanuatu                       | Port Vila ‏ |
| طيران آسيا (إكس)                  | مطار أوكلاند الدولي، مطار كوالالمبور الدولي |
| إيركالين                          | مطار لا تونتوتا الدولي |
| خطوط كل اليابان الجوية            | مطار طوكيو هانيدا الدولي |
| الخطوط الجوية الأمريكية           | مطار لوس أنجلوس الدولي |
| خطوط آسيانا الجوية                | مطار إنتشون الدولي |
| بامبو إيرويز                      | مطار تان سون نهات الدولي |
| Batik Air                         | مطار نغوراه راي الدولي |
| باتيك إير ماليزيا                 | مطار نغوراه راي الدولي، مطار كوالالمبور الدولي |
| خطوط العاصمة بكين الجوية          | مطار غينغادو جياودونغ الدولي |
| الخطوط الجوية البريطانية          | مطار لندن هيثرو، مطار شانغي سنغافورة |
| كاثي باسيفيك                      | مطار هونغ كونغ الدولي |
| سيبو باسيفيك                      | مطار نينوي أكوينو الدولي |
| الخطوط الجوية الصينية             | مطار تايوان تاويوان الدولي |
| خطوط شرق الصين الجوية             | مطار شانغهاي بودنغ الدولي |
| خطوط جنوب الصين الجوية            | مطار قوانغتشو باييون الدولي، مطار شينزين باوان الدولي (تستأنف 16 يونيو 2023) |
| خطوط دلتا الجوية                  | مطار لوس أنجلوس الدولي |
| طيران الإمارات                    | مطار كرايستشيرش الدولي، مطار دبي الدولي |
| الاتحاد للطيران                   | مطار أبو ظبي الدولي |
| خطوط فيجي الجوية                  | مطار نادي الدولي |
| FlyPelican                        | Bathurst، Cobar، Mudgee، Taree |
| غارودا إندونيسيا                  | مطار نغوراه راي الدولي، مطار سوكارنو هاتا الدولي |
| خطوط هاينان الجوية                | مطار هايكو ميلان الدولي، مطار تاييوان وسو الدولي |
| خطوط هاواي الجوية                 | مطار هونولولو الدولي |
| الخطوط الجوية اليابانية           | مطار طوكيو هانيدا الدولي |
| خطوط جيت ستار الجوية              | Adelaide، مطار أوكلاند الدولي، Avalon، Ayers Rock ‏، Ballina، مطار بريزبان، Cairns، Darwin، مطار نغوراه راي الدولي، مطار جولد كوست، Hamilton Island ‏، Hervey Bay ‏، مطار هوبارت، مطار تان سون نهات الدولي، مطار هونولولو الدولي، Launceston، مطار ملبورن الدولي، مطار نادي الدولي، مطار بيرث، Phuket، Proserpine، مطار كوينزتاون، مطار راروتونجا الدولي (تبدأ في 29 يونيو 2023)، مطار إنتشون الدولي، Sunshine Coast ‏، Townsville |
| كوريا للطيران                     | مطار إنتشون الدولي |
| خطوط لان الجوية                   | مطار أوكلاند الدولي، مطار أرتورو ميرينو بينيتيز الدولي |
| Link Airways                      | مطار كانبرا، Inverell، Narrabri، Tamworth |
| الخطوط الجوية الماليزية           | مطار كوالالمبور الدولي |
| الخطوط الجوية النيبالية           | مطار تريبوفان الدولي (تبدأ في 21 يونيو 2023) |
| الخطوط الجوية الفلبينية           | مطار نينوي أكوينو الدولي |
| كانتاس                            | Adelaide، Alice Springs ‏، مطار فاليولو الدولي (تنتهي في 17 يوليو 2023)، مطار أوكلاند الدولي، Ayers Rock ‏، مطار كيمبيغودا الدولي، مطار سوفارنابومي الدولي، مطار بريزبان، Cairns، مطار كرايستشيرش الدولي، مطار دالاس فورت ورث الدولي، Darwin، مطار نغوراه راي الدولي، مطار جولد كوست، Hamilton Island ‏، مطار هوبارت، مطار هونغ كونغ الدولي، مطار هونولولو الدولي، مطار سوكارنو هاتا الدولي، مطار أوليفر ريجنالد تامبو، مطار لندن هيثرو، مطار لوس أنجلوس الدولي، مطار نينوي أكوينو الدولي، مطار ملبورن الدولي، مطار نادي الدولي، مطار جون إف كينيدي الدولي (تستأنف 14 يونيو 2023)، مطار جزيرة نورفولك، مطار لا تونتوتا الدولي، Nuku'alofa، مطار بيرث، مطار كوينزتاون، مطار سان فرانسيسكو الدولي، مطار أرتورو ميرينو بينيتيز الدولي، مطار إنتشون الدولي، مطار شانغهاي بودنغ الدولي (تستأنف 29 أكتوبر 2023)، مطار شانغي سنغافورة، Sunshine Coast ‏، مطار طوكيو هانيدا الدولي، مطار فانكوفر الدولي، مطار ويلينغتون الدولي موسمي: Broome، مطار كانبرا، مطار ليوناردو دا فينشي |
| كانتاس لانك                       | مطار ألبوري، مطار آرمدال، Ballina، Bendigo، Broken Hill ‏، مطار كانبرا، Coffs Harbour ‏، Dubbo، مطار جولد كوست، Griffith، مطار هوبارت، Launceston، Lord Howe Island ‏، Merimbula، مطار ملبورن الدولي، Mildura، Moree، Orange، Port Macquarie ‏، Sunshine Coast ‏، Tamworth، Toowoomba، Townsville، Wagga Wagga ‏ موسمي: Cooma |
| الخطوط الجوية القطرية             | مطار حمد الدولي |
| ريكس للطيران                      | Adelaide (تبدأ في 29 يونيو 2023)، مطار ألبوري، مطار آرمدال، مطار بريزبان، Broken Hill ‏، Coffs Harbour ‏، Dubbo، مطار جولد كوست، Griffith، مطار ملبورن الدولي، Merimbula، Moruya، Narrandera، Orange، Parkes، Port Macquarie ‏، Wagga Wagga ‏ |
| سكوت للطيران                      | مطار شانغي سنغافورة |
| الخطوط الجوية السنغافورية         | مطار شانغي سنغافورة |
| الخطوط الجوية السريلانكية         | مطار باندارنيك الدولي |
| Thai AirAsia X                    | مطار سوفارنابومي الدولي |
| الخطوط الجوية الدولية التايلاندية | مطار سوفارنابومي الدولي |
| خطوط تيانجين الجوية               | مطار تيانجين الدولي، مطار تشنغتشو الدولي |
| T'way Air                         | مطار إنتشون الدولي |
| الخطوط الجوية المتحدة             | مطار لوس أنجلوس الدولي، مطار سان فرانسيسكو الدولي موسمي: مطار جورج بوش الدولي |
| خطوط فيت جيت                      | مطار تان سون نهات الدولي |
| الخطوط الجوية الفيتنامية          | مطار نوي باي الدولي، مطار تان سون نهات الدولي |
| خطوط فيرجن أستراليا الجوية        | Adelaide، مطار فاليولو الدولي، Ballina، مطار بريزبان، Cairns، Darwin، مطار نغوراه راي الدولي، مطار جولد كوست، Hamilton Island ‏، مطار هوبارت، Launceston، مطار ملبورن الدولي، مطار نادي الدولي، مطار بيرث، مطار كوينزتاون، Sunshine Coast ‏، Townsville |
| خطوط زيامن الجوية                 | مطار فوتشو تشانغله الدولي، مطار شيامن قاوتشي الدولي |

### الشحن
| شركـات طيـران                  | الوجهات |
| ------------------------------ | --- |
| Airwork                        | مطار أوكلاند الدولي |
| كاثي باسيفيك                   | مطار هونغ كونغ الدولي |
| دي إتش إل للطيران[بحاجة لمصدر] | مطار أوكلاند الدولي، مطار بريزبان، Cairns، Cincinnati، مطار لوس أنجلوس الدولي، مطار هونولولو الدولي، مطار ملبورن الدولي، مطار لا تونتوتا الدولي، مطار شانغي سنغافورة                                                                               |
| الإمارات للشحن الجوي           | مطار هونغ كونغ الدولي، مطار شانغي سنغافورة |
| فيديكس إكسبرس                  | مطار شانغي سنغافورة |
| غارودا إندونيسيا               | مطار سوكارنو هاتا الدولي |
| طيران كاليتا                   | مطار لوس أنجلوس الدولي، مطار شانغي سنغافورة |
| MASkargo                       | مطار كوالالمبور الدولي |
| Qantas Freight                 | مطار أوكلاند الدولي، مطار بريزبان، مطار أوهير الدولي، مطار تشونغتشينغ جيانغبى الدولي، مطار كرايستشيرش الدولي، مطار جولد كوست، مطار هونغ كونغ الدولي، مطار هونولولو الدولي، مطار سوكارنو هاتا الدولي، مطار ملبورن الدولي، مطار شانغهاي بودنغ الدولي |
| Singapore Airlines Cargo       | مطار أوكلاند الدولي، مطار ملبورن الدولي، مطار شانغي سنغافورة |
| Toll Group[بحاجة لمصدر]        | مطار بريزبان، مطار ملبورن الدولي |
| خطوط يو بي إس الجوية           | مطار هونولولو الدولي، مطار إنتشون الدولي، مطار شانغهاي بودنغ الدولي، مطار شانغي سنغافورة |
| خطوط فيرجن أستراليا الجوية     | مطار بريزبان، Cairns، مطار ملبورن الدولي، Townsville |

## وصلات خارجية
- صفحة موقع مطار سيدني الرئيسية.
- برج سيدني نسخة محفوظة 13 يونيو 2007 على موقع واي باك مشين.
- ترددات مطار سيدني ومعلومات الخطوط الجوية